# ФК Линкс
Линкс (на английски: Lincoln Red Imps FC) е футболен отбор от Гибралтар, задморска територия на Великобритания, основан през 2007 година. Играе в Гибралтарска първа дивизия. Отборът печели 14 пъти подред титлата на Гибралтар от 2003 – 2016 години.

## Успехи
- Гибралтарска първа дивизия
  -  Трето място (2): 2013/14, 2014/15
- Гибралтарска втора дивизия
  -  Шампион (2): 200, 2012
- Купа на Скалата
  -  Финалист (1): 2014/15